# String.h
string.h — заголовочный файл стандартной библиотеки языка Си, содержащий функции для работы с нуль-терминированными строками и памятью.
Функции, объявленные в string.h, широко используются, так как являясь частью стандартной библиотеки, они гарантированно работают на всех платформах, поддерживающих Си. Кроме этого, строковые функции работают только с набором символов ASCII или его совместимыми расширениями, такими как CP437, ISO 8859-1 или Windows-1252; многобайтовые кодировки такие как UTF-8 будут работать, с отличием, что «длина» строки будет определяться как число байтов, а не число символов Юникода, которым они соответствуют. Несовместимые с ASCII строки обычно обрабатываются кодом описанным в wchar.h.
Большинство функций string.h не производят никакого выделения памяти и контроля границ; эта обязанность целиком возлагается на программиста.

## Константы и типы
| Имя    | Примечания |
| ------ | --- |
| NULL   | расширяется в null pointer; то есть, значение, которое гарантированно не является валидным адресом объекта в памяти. |
| size_t | беззнаковое целое, имеющее тот же тип, что и результат оператора sizeof.                                             |

## Функции
| Имя                                                          | Примечания |
| ------------------------------------------------------------ | --- |
| void *memcpy(void *dest, const void *src, size_t n);         | копирует n байт из области памяти src в dest, которые не должны пересекаться, в противном случае результат не определён (возможно как правильное копирование, так и нет) |
| void *memmove(void *dest, const void *src, size_t n);        | копирует n байт из области памяти src в dest, которые в отличие от memcpy могут перекрываться                                                                            |
| void *memchr(const char *s, char c, size_t n);               | возвращает указатель на первое вхождение значения c среди первых n байтов s или NULL, если не найдено                                                                    |
| int memcmp(const char *s1, const char *s2, size_t n);        | сравнивает первые n символов в областях памяти |
| void *memset(char *dest, char value, size_t size);           | заполняет область памяти одним байтом value |
| char *strcat(char *dest, const char *src);                   | дописывает строку src в конец dest |
| char *strncat(char *dest, const char *src, size_t n);        | дописывает не более n начальных символов строки src (или всю src, если её длина меньше) в конец dest                                                                     |
| char *strchr(const char *s, int c);                          | возвращает адрес символа c в строке s, начиная с головы, или NULL, если строка s не содержит символ c                                                                    |
| char *strrchr(const char *s, int c);                         | возвращает адрес символа c в строке s, начиная с хвоста, или NULL, если строка s не содержит символ c                                                                    |
| int strcmp(const char *s1, const char *s2);                  | лексикографическое сравнение строк (возвращает "0", если строки одинаковые, положительное, если первая строка больше, и отрицательное, если меньше)                      |
| int strncmp(const char *s1, const char *s2, size_t n);       | лексикографическое сравнение первых n байтов строк |
| int strcoll(const char *s1, const char *s2);                 | лексикографическое сравнение строк с учетом локали collating order |
| char *strcpy(char *toHere, const char *fromHere);            | копирует строку из одного места в другое |
| char *strncpy(char *toHere, const char *fromHere, size_t n); | копирует до n байт строки из одного места в другое |
| char *strerror(int);                                         | возвращает строковое представление сообщения об ошибке errno (не потоко-безопасная)                                                                                      |
| size_t strlen(const char *str);                              | возвращает длину строки |
| size_t strspn(const char *s, const char *accept);            | определяет максимальную длину начальной подстроки, состоящей исключительно из байтов, перечисленных в accept                                                             |
| size_t strcspn(const char *s, const char *reject);           | определяет максимальную длину начальной подстроки, состоящей исключительно из байтов, не перечисленных в reject                                                          |
| char *strpbrk(const char *s, const char *accept);            | находит первое вхождение любого символа, перечисленного в accept |
| char *strstr(const char *haystack, const char *needle);      | находит первое вхождение строки needle в haystack |
| char *strtok(char *dest, const char *src);                   | преобразует строку в последовательность токенов. Не потоко-безопасная, не реентерабельная.                                                                               |
| size_t strxfrm(char *dest, const char *src, size_t n);       | создает оттранслированную копию строки, такую, что дословное сравнение её (strcmp) будет эквивалентно сравнению с коллатором.                                            |

### Расширения к ISO C
| Имя                                                                          | Примечания | Определена в                                                   |
| ---------------------------------------------------------------------------- | --- | -------------------------------------------------------------- |
| char *strdup(const char *);                                                  | создает копию строки и возвращает указатель на неё                                                                          | POSIX; первоначально расширение в BSD                          |
| errno_t strcpy_s(char *restrict s1, rsize_t s1max, const char *restrict s2); | вариант strcpy с контролем границ                                                                                           | ISO/IEC WDTR 24731                                             |
| void *mempcpy(void *dest, const void *src, size_t n);                        | вариант memcpy с возвратом байта, следующего за последним записанным                                                        | GNU                                                            |
| void *memccpy(void *dest, const void *src, int c, size_t n);                 | копирует до n байт из одной области памяти в другую (не должны пересекаться), останавливаясь при встрече символа c          | UNIX 98?                                                       |
| int *strerror_r(int, char *, size_t);                                        | возвращает строкое представление кода ошибки errno (потоко-безопасная; небольшая разница в семантике между GNU и XSI/POSIX) | GNU, POSIX                                                     |
| size_t strlcpy(char *dest, const char *src, size_t n);                       | вариант strcpy с контролем границ                                                                                           | первоначально OpenBSD, теперь также FreeBSD, Solaris, Mac OS X |
| char *strtok_r(char *, const char *, char **);                               | потоко-безопасная реентерабельная версия strtok                                                                             | POSIX                                                          |
| char *strsignal(int sig);                                                    | по аналогии с strerror, возвращает строковое представление сигнала sig (не потоко-безопасная)                               | BSDs, Solaris, Linux                                           |